# Retaule de Santa Maria de Cadaqués
El retaule de Santa Maria de Cadaqués és el retaule major de l'església parroquial de Santa Maria de Cadaqués. És d'estil barroc, considerat un dels retaules barrocs més importants de Catalunya. Va ser realitzat entre 1723 i 1729 pels escultors Joan Torras i Pau Costa. Tanmateix, el daurat del conjunt no es va completar fins al 1770-1788.

## Història
La realització del retaule major suposa la culminació del programa de decoració de l'església de Cadaqués. Es va dur a terme a continuació de la construcció de l'orgue, acabat el 1690. Com gairebé tot l'obra de l'església va ser pagat, principalment, per la confraria de pescadors de Cadaqués. Fou previst de construir-lo ja des del 1705, quan es va començar a comprar la fusta necessària, però a causa de la Guerra de Successió no es va firmar el contracte amb els escultors fins al 1723 (23 de novembre). Un segon contracte es va signar el 1724, Els autors van ser Joan Torras i Pau Costa, assistits per diversos col·laboradors. El preu estipulat pel conjunt de l'obra era de 4550 lliures. Joan Torras havia col·laborat amb Jacint Morató, una obra del qual es posava com a model a seguir pel retaule de Cadaquésː el retaule de Santa Clara de Vic. Torras i Costa mantingueren una certa rivalitat durant la realització del retaule però Costa va morir el 1726 i va correspondre a Torras finalitzar-lo. L'obra de talla es va donar per acabada el 1729 i va ser visurada (supervisió de l'obra acabada) el 1731, Van passar algunes dècades fins que no es va poder assumir el cost del daurat. Finalment, es va començar el 1770 a càrrec de Pere Espinet, escultor de Sant Esteve de Pardines que va morir el 1774. Segons la data que consta inscrita al mateix retaule, el daurat es va acabar l'any 1788.
Es conserva pràcticament íntegre tot i que algunes (poques) figures són totalment o parcial reconstruïdes. A començaments dels anys noranta del segle xx va ser restaurat pel Centre de restauració de béns mobles de Catalunya.

## Descripció
Presideix majestuosament l'església de Cadaqués. Fa 23 metres d'alçada per 12 d'amplada. La seva estructura recorda la d'una façana barroca. També són típicament barrocs els jocs de corbes còncaves i convexes que animen la seva superfície.
Està dedicat a la Mare de Déu. El presideix la imatge de la Verge de l'Esperança, representada segons una iconografia inspirada en l'Apocalipsi, amb un sol al ventre que actua com a centre i nucli de tot simbolisme del retaule. A sobre, en una fornícula, es veu la Coronació de la Mare de Déu. A sota hi ha el manifestador o ostensori, el sagrari i la característica graonada dels retaules barrocs. A banda i banda d'aquest eix central dos grans relleus representen la Nativitat de Maria i la Presentació de Maria al temple. De mida menor són els relleus de l'Anunciació i el Naixement de Jesús. Més enfora hi ha les imatges dels evangelistes Joan i Lluc. Al llibre que aguanta Joan hi ha una inscripció que fa referència al daurat del retaule.
A sobre hi ha els dos evangelistes restants, Mateu i Marc. Coronant el conjunt es troba la imatge de Sant Tomàs d'Aquino derrotant els heterodoxos, en una singular iconografia que el mostra gairebé com un sant Miquel arcàngel. Al sòcol o cos inferior del retaule s'hi troben les portes, l'escut de Cadaqués sostingut per àngels, les inscripcions relatives a les dates d'execució del retaule ("Fet 1729", "Daurat 1788") sant Pere i sant Pau, dos atlants que figuradament suporten el conjunt i encara les representacions de santa Rita i santa Bàrbara. Tot complementat amb abundants relleus, figures d'angelets, símbols i al·legories, ornaments, etc.